# Geitodoris heathi
Geitodoris heathi är en snäckart som först beskrevs av Frank Mace MacFarland 1905.  Geitodoris heathi ingår i släktet Geitodoris och familjen Discodorididae. Inga underarter finns listade i Catalogue of Life.

## Bildgalleri

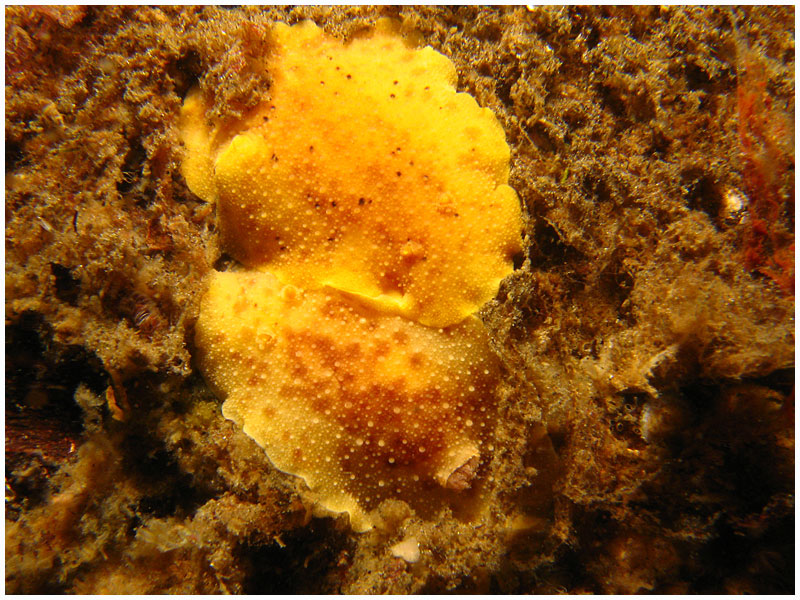
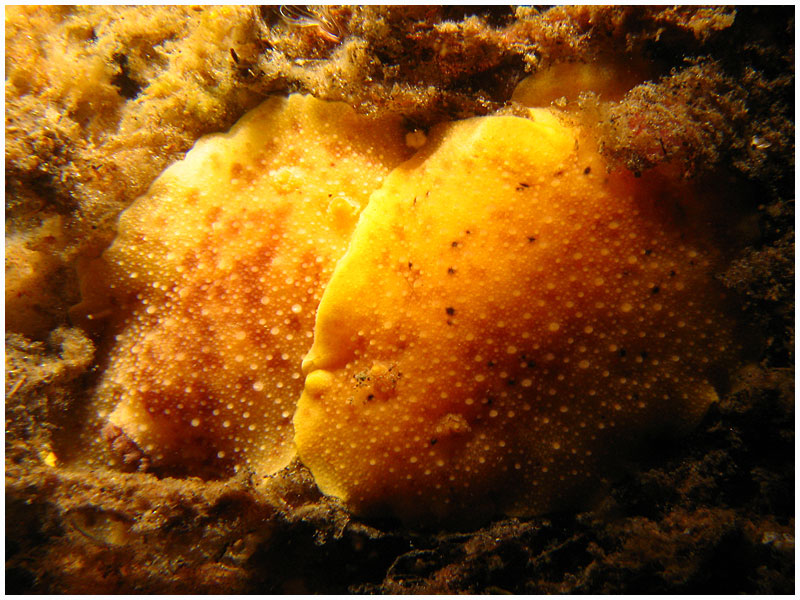